# SEB Eesti Ühispank Tartu GP 2007
Il SEB Eesti Ühispank Tartu GP 2007, settima edizione della corsa, valido come evento dell'UCI Europe Tour 2007 categoria 1.2, si svolse il 26 maggio 2007 per un percorso totale di 187,5 km. Fu vinto dall'estone Erki Pütsep, che terminò la gara in 4h32'29" alla media di 41,286 km/h.
Alla partenza erano presenti 101 ciclisti dei quali 29 portarono a termine il percorso.

## Ordine d'arrivo (Top 10)
| Pos. | Corridore            | Squadra       | Tempo    |
| ---- | -------------------- | ------------- | -------- |
| 1    | Erki Pütsep          | Bouygues Tél. | 4h32'29" |
| 2    | Caspar Austa         | Rietumu Bank  | a 12"    |
| 3    | Janek Tombak         | Jartazi       | a 2'25"  |
| 4    | Aleksejs Saramotins  | Rietumu Bank  | s.t.     |
| 5    | Łukasz Podolski      | Weltour       | s.t.     |
| 6    | Jaan Kirsipuu        | CFC-Ruutm.    | s.t.     |
| 7    | Ramūnas Navardauskas | Klaipeda      | a 3'03"  |
| 8    | Marius Bernatonis    | Klaipeda      | a 4'01"  |
| 9    | Vjačeslav Barej      |               | a 4'06"  |
| 10   | Tommi Martikainen    | Kalev         | a 4'19"  |